# Aérodrome de Bernay - Saint-Martin
L’aérodrome de Bernay - Saint-Martin (code OACI : LFPD) est un aérodrome ouvert à la circulation aérienne publique (CAP), situé à 3 km au nord-ouest de Bernay dans l’Eure (région Normandie, France).
Il est utilisé pour la pratique d’activités de loisirs et de tourisme (aviation légère, ULM, hélicoptère et aéromodélisme).

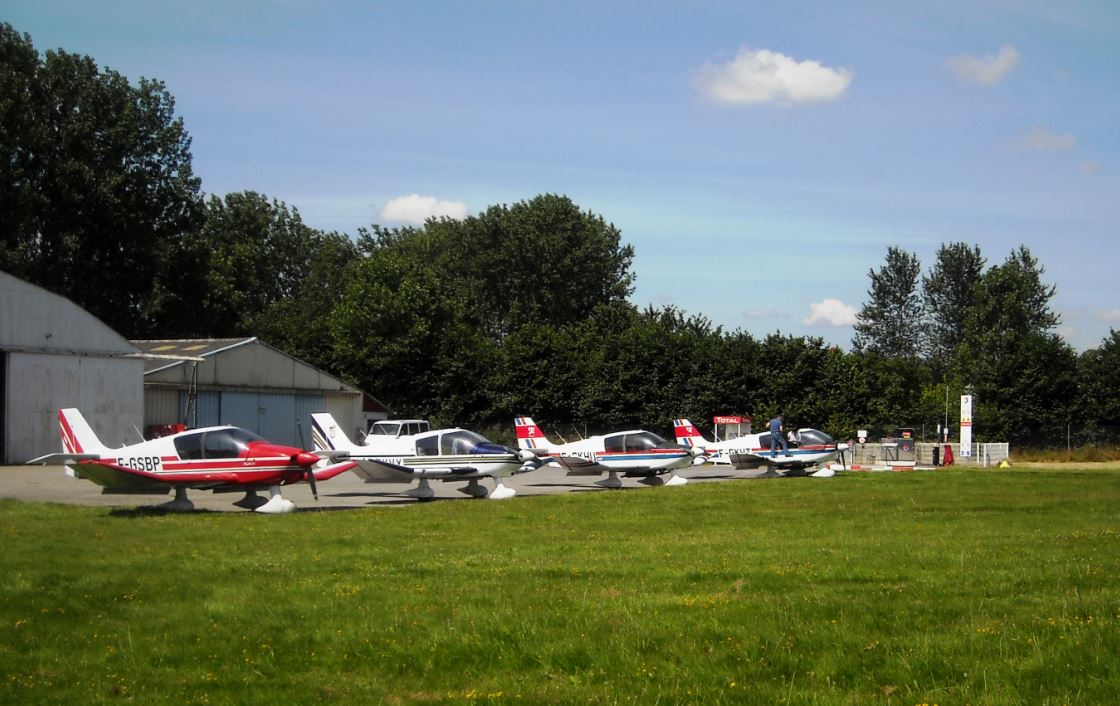
L'aérodrome de Bernay.

## Histoire

### L'Avant-Guerre
Le 10 août 1934, un groupe de Bernayens comptant, parmi eux, quelques aviateurs de la Grande Guerre, dépose officiellement les statuts de Club aéronautique de l’Arrondissement de Bernay.
Grâce à leurs efforts et à leur dynamisme, on pose solennellement la première pierre de l’Aérodrome de Bernay Saint-Martin le 2 juin 1935 et l’inauguration a lieu en grande pompe le 28 juillet 1935 au cours d’une grande fête aérienne où figurent les plus grands as de l’époque.
Aidé dans un premier temps par la Société des avions Caudron-Renault, l’aéroclub prend vite de l’essor sous la houlette du chef pilote Henry Boris qui va breveter de nombreux jeunes Bernayens. Une section d’Aviation populaire est adjointe à l’aéroclub en 1936, avec personnel et matériel, venant ainsi récompenser ses efforts. Un second hangar est construit. 
Le 28 juillet 1937, Boris bat les records du monde de vitesse sur 1000 et 100 kilomètres sur un Caudron Rafale à plus de 300 km/h. Il est porté en triomphe dans les rues de Bernay.

### À partir de la Seconde Guerre mondiale
À la déclaration de guerre, la section d’aviation populaire devient Escadrille école no 21 de l’Armée de l’Air et continue son travail de formation des jeunes pilotes. Au cours de la Bataille de France, plusieurs groupes d’avions de chasse opèrent à partir de notre terrain tels le GC II/10 et le GC 1/145, ce dernier composé de pilotes polonais.
Pendant l’occupation, des travaux considérables sont effectués par les Allemands pour développer Bernay-Saint-Martin en direction de Champeaux, de la Pilette et du Malharquier. Durant toute la guerre, des groupes de chasse, de bombardement, de reconnaissance et d’école de la Luftwaffe vont se succéder à Bernay provoquant plusieurs attaques et bombardements de la part de la Royal Air Force et de l’United States Air Force. Avant d’évacuer l’aérodrome en août 1944, les Allemands procèdent à de nombreuses destructions.
Criblée de plus de 600 cratères de bombes qu’il va falloir reboucher à la pelle et à la brouette, travail de fourmi effectué par quelques bénévoles de l’Aéro-club, la piste de Bernay ne renaîtra vraiment de ses cendres qu’en 1947, les premiers avions venus de l’extérieur s’y posant enfin. L’aéro-club de Bernay, sans avions ni hangars, organise une section d’Aéromodélisme pour le jeunes en attendant mieux. Une souscription publique est même lancée avec succès auprès de la population ce qui permet d’acquérir d’occasion un Auster Autocrat de fabrication anglaise. De vieux baraquements en bois vont servir à abriter le matériel au fur et à mesure que l’aéroclub se reconstitue et, peu à peu, le vol à voile puis l’activité vol moteur redémarrent avec succès.
En 1949, Lucien Quérey, un enfant du pays issu de l’aviation populaire, devient responsable d’un atelier régional d’entretien qui emploie une petite équipe de menuisiers et de mécaniciens. Il en profite pour se lancer dans la construction aéronautique et crée, au cours de années cinquante, la SAN qui emploiera jusqu’à 80 personnes et fabriquera, au cours de ses 18 ans d’existence, près de 1000 avions de type Jodel. La qualité de ces machines, dont certaines volent toujours, ajoutée à des grands raids autour de la Méditerranée et à travers l’Afrique feront connaître la (SAN) et la Ville de Bernay partout dans le monde.
Au début des années soixante, on matérialise deux pistes en herbe : la 9/27 et la 35/07 en lieu et place du « champ d’aviation ». Le profil bombé du terrain dont le sommet se trouve à l’intersection des deux pistes facilite grandement l’écoulement des eaux pluviales. L’aérodrome reste donc praticable en toute saison.
En 1980, l’aérodrome fut complètement modifié dans le but d’un remembrement des parcelles qui constituaient la piste. Les utilisateurs du terrain se retrouvent donc avec une nouvelle piste, la 10/28.
En 1977, une section voltige sera créée au sein de l’aéro-club autour d’un CAP 10 (Mudry Cap 10) tout neuf. Au cours des trente années suivantes, elle formera de nombreux pilotes de voltige dont certains brilleront par la suite dans les compétitions nationales et internationales.
En 1968, Auguste Mudry (ingénieur), qui dirige un atelier coopérative à Beynes, décroche une commande importante de l’Armée de l’Air et se porte acquéreur de la SAN dont les locaux et le personnel vont lui permettre la fabrication en série du biplace d’école de voltige, le CAP 10. Au cours des années suivantes, la société des avions Mudry installée définitivement sur l’aérodrome de Bernay, va acquérir une réputation mondiale par la qualité de ses produits et le savoir faire unique de ses compagnons. Elle donnera aux champions français les machines de pointe qui leur permettront, tout au long des années 1990 de tenir les plus hautes marches du podium. Un incendie d’origine criminelle, survenu en 1997, sonnera hélas le glas de l’usine. C’est la fin d’une belle aventure qui avait apporté à la France une pluie de médailles d'or.

## Installations
L’aérodrome dispose d’une piste en herbe orientée est-ouest (10/28), longue de 1 200 m et large de 80.
L’aérodrome n’est pas contrôlé. Les communications s’effectuent en auto-information sur la fréquence de 119,230 MHz.
S’y ajoutent :
- une aire de stationnement ;
- des hangars ;
- une station d’avitaillement en carburant (100LL) et en lubrifiant[2].

## Activités

### Loisirs et tourisme
- Club aéronautique de l’arrondissement de Bernay
- Club ULM de Bernay

Des baptêmes de l'air sont organisés par des pilotes expérimentés de même que des leçons de pilotage, des promenades et voyages ainsi que le BIA (Brevet d'initiation aéronautique).
Chaque année, les passionnés de voltige se réunissent et participent à la fameuse Coupe Mudry au sein de l'aérodrome.

### Sociétés implantées
- Aéro Services
- Aquilon - Vent du Nord, association développant des ULM médicalisés.